# 옥천고등학교
옥천고등학교(沃川高等學校)는 대한민국 충청북도 옥천군 옥천읍 삼양리에 있는 공립 고등학교이다.

## 학교 연혁
- 1978년 10월 18일 : 옥천고등학교 학칙 승인(18학급)
- 1979년 3월 6일 : 1979학년도 입학식(1학년 361명)
- 1979년 6월 30일 : 옥천공업고등학교에서 분리 이전
- 1980년 1월 10일 : 제1회 졸업식(184명)
- 1986년 10월 6일 : 학칙 변경 인가(남녀공학)
- 1993년 7월 31일 : 기숙사(웅지학사) 준공
- 2002년 11월 3일 : 도서관(명덕관) 건립
- 2007년 12월 24일 : 식당(양현당) 준공
- 2009년 12월 2일 : 웅지학사(제2관) 준공
- 2023년 2월 8일 : 제44회 195명 졸업(누계 14,753명)
- 2024년 3월 1일 : 신입생 206명 입학
- 2024년 9월 1일 : 제19대 강준길 교장 부임

## 참고 자료
- 옥천고등학교 - 한국교육학술정보원 학교알리미